# 五郎丸信号場
五郎丸信号場（ごろうまるしんごうじょう）は、愛知県犬山市の、名古屋鉄道小牧線上に設置されている信号場である。犬山 - 羽黒間にある。

## 概要
片開きポイントを使用した、単線区間列車交換型の信号場である。出発時はポイント通過による速度制限を受ける。上下線共に安全側線が設けられている。上り出発信号機付近に乗務員用の非常に短いホームが設置されている。

### 配線図
| ← 小牧・ 上飯田方面 | 五郎丸信号場 構内配線略図 | → 犬山駅 |
| 凡例 出典:          |                           |          |

## 歴史
- 2002年（平成14年）3月：名古屋市営地下鉄上飯田線開業に伴う、犬山駅 - 小牧駅の15分間隔運転のために設置。
- 2003年（平成15年）3月27日：ダイヤ改正。列車の交換が始まる。

## 周辺
国道41号（名濃バイパス）と交差するため、当信号場前後は高架となっている。西側は犬山市五郎丸地区の住宅街。東側は田園風景が広がっている。
また、総合犬山中央病院が信号場に隣接しており、病院利用者の便を図る目的で駅設置の構想も有るが、進展していない。
- 犬山中央病院

## 隣の施設
名古屋鉄道
KM 小牧線
羽黒駅 - 五郎丸信号場 - 犬山駅